# Akrocyjanoza
Akrocyjanoza – niegroźne zaburzenie naczynioworuchowe polegające na stałym zaczerwienieniu palców w wyniku skurczu arterioli skóry, w wyniku czego przepływ krwi przez naczynia włosowate jest zwolniony, a z hemoglobiny uwalnia nadmierna ilość tlenu. Skóra ma zabarwienie sinopurpurowe, jest chłodniejsza. Od objawu Raynauda odróżnia się brakiem charakterystycznej sekwencji objawów i brakiem bolesności . Nie wymaga leczenia. 
Opisana po raz pierwszy w 1896 roku przez Jeana Crocqa.